# Associazione Sportiva Cittadella 1999-2000
Questa voce raccoglie le informazioni riguardanti l'Associazione Sportiva Cittadella  nelle competizioni ufficiali della stagione 1999-2000.

## Stagione
Nella stagione 1999-2000 il Cittadella disputa il girone A del campionato di Serie C1, raccoglie 55 punti con il terzo posto in classifica. Partecipa ai playoff, in semifinale nel doppio confronto supera il Varese, nella finale giocata a Verona l'11 giugno 2000 pareggia (1-1) con il Brescello, ma sale per la prima volta nella sua storia in Serie B, grazie al miglior piazzamento in campionato, rispetto agli emiliani. La squadra granata allenata da Ezio Glerean disputa un campionato di alta classifica, anche se spesso lontana dal Siena che si è involato solitario. Il girone di andata si chiude con 27 punti in quarta posizione, nel girone di ritorno mette insieme 28 punti, nel computo finale è terza, dietro al Siena con 58 punti ed al Pisa con 57 punti. Nella semifinale supera il Varese, mentre il Brescello si sbarazza del Pisa, nella finale con il Brescello gli basta un pareggio per accarezzare un sogno, che si materializza. Nella Coppa Italia di Serie C disputa il gruppo D, che è stato vinto dal Padova.

## Rosa

La meteora granata Enrico Fantini con la divisa di cortesia verde che richiama la tinta dell'Olympia, progenitrice del Cittadella.

| N. |                   | Ruolo | Calciatore           |
| -- | ----------------- | ----- | -------------------- |
|    | Italia (bandiera) | P     | Maurizio Battistini  |
|    | Italia (bandiera) | P     | Luca Capecchi        |
|    | Italia (bandiera) | P     | Adriano Zancopè      |
|    | Italia (bandiera) | P     | Mario Zorzi          |
|    | Italia (bandiera) | D     | Giancarlo Cinetto    |
|    | Italia (bandiera) | D     | Christian Ottofaro   |
|    | Italia (bandiera) | D     | Luigino Sandrin      |
|    | Italia (bandiera) | D     | Paolo Simeoni        |
|    | Italia (bandiera) | D     | Davide Zanon         |
|    | Italia (bandiera) | C     | Luca Albieri         |
|    | Italia (bandiera) | C     | Andrea Caverzan      |
|    | Italia (bandiera) | C     | Carmine Coppola      |
|    | Italia (bandiera) | C     | Massimo Dalle Nogare |
|    | Italia (bandiera) | C     | Fabio Filippi        |

| N. |                   | Ruolo | Calciatore         |
| -- | ----------------- | ----- | ------------------ |
|    | Italia (bandiera) | C     | Giulio Giacomin    |
|    | Italia (bandiera) | C     | Achille Mazzoleni  |
|    | Italia (bandiera) | C     | Gianni Migliorini  |
|    | Italia (bandiera) | C     | Riccardo Rimondini |
|    | Italia (bandiera) | C     | Marco Scarpa       |
|    | Italia (bandiera) | C     | Giovanni Soncin    |
|    | Italia (bandiera) | A     | Matteo Baiocchi    |
|    | Italia (bandiera) | A     | Antonio Bernardi   |
|    | Italia (bandiera) | A     | Christian Colitti  |
|    | Italia (bandiera) | A     | Enrico Fantini     |
|    | Italia (bandiera) | A     | Diego Grassi       |
|    | Italia (bandiera) | A     | Andrea Lucchini    |
|    | Italia (bandiera) | A     | Igor Voltolini     |
|    | Italia (bandiera) | A     | Saimon Zalla       |

## Risultati

### Serie C1

#### Girone di andata
| Como 5 settembre 1999 1ª giornata | Como                | 0 – 0 | Cittadella | Stadio Giuseppe Sinigaglia\| Arbitro: \| Carlucci (Molfetta) \| |
| Arbitro:                          | Carlucci (Molfetta) |       |            |                                                                 |

| Arbitro: | Morganti (Ascoli Piceno) |

|               |           |            |
| Mazzoleni 66’ | Marcatori | 56’ Sturba |

| Arbitro: | Cruciani (Pesaro) |

|                            |           |                |
| Caverzan 45’ Mazzoleni 90’ | Marcatori | 66’ Bertolotti |

| Arbitro: | Ardito (Bari) |

|             |           |                        |
| Mandelli 3’ | Marcatori | 33’ Soncin 94’ Fantini |

| Arbitro: | Esposito (Trapani) |

|                                  |           |                             |
| Fantini 20’, 37’, 48’ Scarpa 78’ | Marcatori | 53’ Lombardini 92’ Colacone |

| Arbitro: | Cavuoti (Vasto) |

|                |           |             |
| G. Savoldi 22’ | Marcatori | 50’ Fantini |

| Cittadella 17 ottobre 1999 7ª giornata | Cittadella       | 0 – 0 | Lecco | Stadio Piercesare Tombolato\| Arbitro: \| Lucenti (Mestre) \| |
| Arbitro:                               | Lucenti (Mestre) |       |       |                                                               |

| Arbitro: | G. Rossi (Rimini) |

|  |           |              |
|  | Marcatori | 44’ Bernardi |

| Arbitro: | Cuttica (Alessandria) |

|              |           |            |
| Caverzan 67’ | Marcatori | 8’ Trocini |

| Arbitro: | Cruciani (Pesaro) |

|             |           |               |
| A. Comi 86’ | Marcatori | 41’ Mazzoleni |

| Arbitro: | Morganti (Ascoli Piceno) |

|            |           |  |
| Scarpa 67’ | Marcatori |  |

| Arbitro: | Cirone (Palermo) |

|                |           |           |
| Pontarollo 59’ | Marcatori | 92’ Zanon |

| Arbitro: | M. Mazzoleni (Bergamo) |

|                         |           |  |
| Albieri 44’ Cinetto 51’ | Marcatori |  |

| Arbitro: | Giachero (Pinerolo) |

|                             |           |  |
| Araboni 20’ Maffioletti 60’ | Marcatori |  |

| Arbitro: | Carlucci (Molfetta) |

|  |           |                      |
|  | Marcatori | 5’ (rig.) Cancellato |

| Arbitro: | Ferraro (Crotone) |

|              |           |             |
| Pedretti 72’ | Marcatori | 93’ Simeoni |

| Cittadella 6 gennaio 2000 17ª giornata | Cittadella         | 0 – 0 | San Donà | Stadio Piercesare Tombolato\| Arbitro: \| Ponzalli (Firenze) \| |
| Arbitro:                               | Ponzalli (Firenze) |       |          |                                                                 |

#### Girone di ritorno
| Arbitro: | Ferone (Terni) |

|            |           |  |
| Scarpa 20’ | Marcatori |  |

| Arbitro: | Morganti (Ascoli Piceno) |

|           |           |               |
| Falco 10’ | Marcatori | 63’ Mazzoleni |

| Arbitro: | Evangelista (Avellino) |

|                           |           |  |
| Fusani 45+1’ Zampagna 46’ | Marcatori |  |

| Arbitro: | Belloli (Bergamo) |

|  |           |            |
|  | Marcatori | 25’ Solari |

| Arbitro: | Ambrosino (Torre del Greco) |

|          |           |  |
| Paci 72’ | Marcatori |  |

| Arbitro: | Cannella (Palermo) |

|  |           |                                   |
|  | Marcatori | 14’ A. Greco 50’ (rig.) Andreotti |

| Arbitro: | Girardi (San Donà di Piave) |

|             |           |             |
| Manfredi 7’ | Marcatori | 46’ Albieri |

| Cittadella 5 marzo 2000 25ª giornata | Cittadella         | 0 – 0 | Siena | Stadio Piercesare Tombolato\| Arbitro: \| Esposito (Trapani) \| |
| Arbitro:                             | Esposito (Trapani) |       |       |                                                                 |

| Arbitro: | Micoli (Tivoli) |

|                  |           |  |
| Orfei 37’ (rig.) | Marcatori |  |

| Arbitro: | S. Ayroldi (Molfetta) |

|                          |           |  |
| Mazzoleni 48’ Scarpa 93’ | Marcatori |  |

| Arbitro: | Sacco (Civitavecchia) |

|            |           |                                |
| Rosati 77’ | Marcatori | 20’ (rig.) Caverzan 37’ Scarpa |

| Arbitro: | Cavuoti (Vasto) |

|                 |           |  |
| Soncin 14’, 67’ | Marcatori |  |

| Arbitro: | Palanca (Roma) |

|           |           |                 |
| Ratti 24’ | Marcatori | 15’, 26’ Scarpa |

| Arbitro: | Pieri (Genova) |

|                                   |           |            |
| Cinetto 33’ Filippi 47’ Zalla 60’ | Marcatori | 64’ Groppi |

| Arbitro: | Battaglia (Messina) |

|                    |           |            |
| Logarzo 68’ (rig.) | Marcatori | 46’ Scarpa |

| Arbitro: | Pieri (Genova) |

|                                     |           |  |
| Soncin 7’, 23’ Scarpa 65’ Zalla 92’ | Marcatori |  |

| Arbitro: | Cuttica (Alessandria) |

|              |           |                          |
| Costanzo 69’ | Marcatori | 40’ Rimondini 44’ Scarpa |

### Playoff
| Arbitro: | Cannella (Palermo) |

|                   |           |  |
| Simeoni 8’ (aut.) | Marcatori |  |

| Arbitro: | Dondarini (Finale Emilia) |

|                               |           |  |
| Caverzan 30’ Dalle Nogare 94’ | Marcatori |  |

| Arbitro: | Pieri (Genova) |

|               |           |                     |
| Mazzoleni 49’ | Marcatori | 85’ (rig.) M. Vieri |

### Coppa Italia

#### Gruppo D
| 22 agosto 1999 1ª giornata |  | – Turno di riposo Cittadella |  |  |

| Arbitro: | Cavallaro (Legnago) |

|                     |           |              |
| L. Guerra 1’ (rig.) | Marcatori | 30’ Bernardi |

| Cittadella 29 agosto 1999 3ª giornata | Cittadella               | 0 – 0 | Mestre | Stadio Piercesare Tombolato\| Arbitro: \| Battistella (Conegliano) \| |
| Arbitro:                              | Battistella (Conegliano) |       |        |                                                                       |

| Arbitro: | Dondarini (Finale Emilia) |

|                                            |           |  |
| Spagnolli 72’, 76’ Riccardo 82’ Trotta 90’ | Marcatori |  |

| Arbitro: | Lucenti (Mestre) |

|            |           |  |
| Soncin 65’ | Marcatori |  |